# Barcelona Ladies Open 1990 - Doppio
Il doppio del torneo di tennis Barcelona Ladies Open 1990, facente parte del WTA Tour 1990, ha avuto come vincitrici Mercedes Paz e Arantxa Sánchez che hanno battuto in finale Sabrina Goleš e Patricia Tarabini 6(7)–7, 6–2, 6–1.

## Teste di serie
1. Mercedes Paz /  Arantxa Sánchez (campionesse)
2. Jo-Anne Faull /  Rachel McQuillan (primo turno)

1. Tine Scheuer-Larsen /  Janine Thompson (semifinali)
2. Sabrina Goleš /  Patricia Tarabini (finale)

## Tabellone

### Legenda
| - Q = Qualificato - WC = Wild card - LL = Lucky loser | - ALT = Alternate - SE = Special Exempt - PR = Protected Ranking | - w/o = Walkover - r = Ritirato - d = Squalificato |